# Синкретизм (искусство)
Синкрети́зм (лат. syncretismus — соединение обществ) — понятие в искусствоведении, используемое при описании сочетания или слияния «несопоставимых» образов мышления и взглядов, образующее условное единство. Помимо общей области искусства термин используется и применительно к истории развития музыки, танца, драмы и поэзии. Литературовед А. Н. Веселовский определял синкретизм как «сочетание ритмованных, орхестических движений с песней-музыкой и элементами слова».
Понятие «синкретизм» было выдвинуто в науке середины XIX века, в противоположность абстрактно-теоретическим решениям проблемы происхождения поэтических родов (лирики, эпоса и драмы), якобы предполагающим их последовательное возникновения.
Теории синкретизма отвергает как представления Гегеля о последовательности «эпос — лирика — драма», так и предположений, по которым изначальной формой считалась лирика. К середине второй половины XIX века идея синкретизма рассматривается целым рядом авторов и окончательно формулируется Вильгельмом Шерером, который при этом все же ограниченно применяет её к поэзии.
А. Н. Веселовский, один из сторонников теории поставил перед собой задачу полного изучения характерных явлений синкретизма и определения вариантов разграничения поэтических родов. В своих трудах (преимущественно в «Трёх главах из исторической поэтики») он выразил свое понимание теории синкретизма, основанное на значительном фактическом материале. Г. В. Плеханов так же разрабатывал теорию синкретизма в аспекте первобытного искусства, опираясь при этом на работу Карла Бюхера «Работа и ритм», полемизируя при этом по отдельным вопросам с автором этого исследования.
Академик Н. Я. Марр, основоположник яфетической теории, рассмотрел синкретизм под иным углом. Указав на язык движений и жестов как древнейшую форму человеческой речи, Марр выдвигает предположение о связи происхождения звуковой речи и зарождения трёх искусств — пляски, пения и музыки, — с магическими действиями. Также он указывал, что синкретизм включал в себя и слово («эпос»). С позиции Марра синкретизм теряет эстетическую ориентированность, и связывается с определёнными периодами в развитии человеческого общества, форм производства и первобытного мышления.